# A Year and a Half in the Life of Metallica
A Year and a Half in the Life of Metallica – dwuczęściowy film dokumentalny, pokazujący proces tworzenia płyty Metallica (The Black Album) oraz późniejszą trasę koncertową. Został wydany 17 listopada 1992 roku na dwóch kasetach VHS, a od 23 listopada 1999 roku dostępny jest także na jednej płycie DVD.

## Część 1
Ponad 90. minutowy film pokazuje jak Metallica oraz ich producent Bob Rock pracują nad albumem Metallica.
Podczas filmu pokazywane też są teledyski do piosenek z tego albumu:
- "Enter Sandman"
- "The Unforgiven"
- "Nothing Else Matters"

## Część 2
Część druga trwa około dwie i pół godziny. W tej części Metallica idzie od Wherever We May Roam Tour do Guns N' Roses/Metallica Stadium Tour roku 1992. Zawarto koncerty takie jak "Enter Sandman" z 1991 MTV Video Music Awards oraz The Freddie Mercury Tribute Concert z 1992, Harvester of Sorrow z Moskwy 1991 na lotnisko w Tuszynie
oraz festiwalu w Kalifornii na Days on the Green w 1991.
Tutaj również pokazywane są teledyski podczas filmu:
- "Wherever I May Roam"
- "Sad But True"

## Twórcy
- James Hetfield – śpiew, gitara rytmiczna
- Lars Ulrich – perkusja
- Kirk Hammett – gitara prowadząca
- Jason Newsted – gitara basowa

- Adam Dubin – reżyser